# Sida urens
Sida urens är en malvaväxtart som beskrevs av Carl von Linné. Sida urens ingår i släktet sammetsmalvor, och familjen malvaväxter. Inga underarter finns listade i Catalogue of Life.